# 조청랑
조청랑(朝議郞/朝请郎)은 한국과 중국의 과거 관직, 또는 품계이다.
한국에서는 1060년, 고려에서 문관의 품계를 정할 때 정7품의 상을 조청랑, 하를 선덕랑(宣德郞)으로 명명했다.